# Медаља мајора Милана Тепића
Медаља мајора Милана Тепића установљена је одлуком Народне скупштине Републике Српске 25. априла 1993.
Ова медаља додјељује се само у једној класи. Медаља је кружног облика. На аверсу се налази портретно попрсје мајора Милана Тепића у униформи. На лијевој страни медаље полукружно је написан текст: „Херој Милан Тепић”. Медаља у реверсу садржи Грб Републике Српске (у централном дијелу) на стилизованој српској застави, док је у горњем дијелу полукружно исписано: „Слава, то је страшно сунце мученика”, а у доњем дијелу „Република Српска 1993”.
Додјељује се за исказану личну храброст у борби за слободу земље гдје је исказан висок степен самопожртвовања. Ово одликовање се може додијелити и мањој јединици снага Републике Српске највише до нивоа чете — одреда, за изузетну колективну храброст са елементима самопожртвовања, исказану на бојном пољу. Додјељује се припадницима оружаних снага без обзира на чин и функцију, те јединицама до јачине чете — одреда. Током рата у БиХ медаља је уручивана са дипломом коју је потписао председник Републике Српске Радован Караџић.

## Одликовани
- Бошку Перићу — Пеши, команданту специјалне јединице „Пеша” из састава 1. Посавске бригаде ВРС.
- Милораду Краљевићу, припадник специјалне јединице „Пеша” из састава 1. Посавске бригаде ВРС.
- Предрагу Кићановићу, припадник Трећег батаљона војне полиције ИБК.(посмртно)[2]
- Милораду Остојићу, припаднику Трећег батаљона војне полиције ИБК.(посмртно)[2]
- Миленку Вуковићу, припаднику Прве семберске лаке пјешадијске бригаде.[2]
- Жељку Бјелаковићу, припаднику Прве гардијске моторизоване бригаде (посмртно).[3]
- Предрагу Ковачу.
- 18.Херцеговачкој лакој пјешадијској бригади (Гацко)
- Ђорђу Рогићу, припаднику 16. крајишке моторизоване бригаде ВРС.
- Мирославу Микеревићу.[4]
- Горану Балабану, 1993.[5]
- Јовану Савићу, поручнику Војске Републике Српске, поводом Видовдана — Крсне славе ВРС, 28. јуна 2018.[6]
- Mирку Новаковићу, команданту 5. батаљона.